# Estância (Sergipe)
Estância is een gemeente in de Braziliaanse deelstaat Sergipe. De gemeente telt 63.582 inwoners (schatting 2009).
De plaats ligt aan de rivier de Piauí.

## Verkeer en vervoer
De plaats ligt aan de noord-zuidlopende weg BR-101 tussen Touros en São José do Norte. Daarnaast ligt ze aan de weg SE-368.